# 乃出個未來
《飛出個未來》是一部屢获艾美奖的美国喜剧动画片，由马特·格勒宁创作並與大衛·柯亨（David X. Cohen）一起导演制作，在福克斯电视網上播出。剧集是跟随主人公菲利浦·弗萊（Philip J. Fry，一个在前纽约批萨店的外送员）在未来世界的冒险生活而展开的故事。他在1999年前到来时被冷凍，然后在未来的2999年新年前夕被解冻。
在停止制作前，该剧于1999年3月28日至2003年8月10日在美国Fox频道上首播。紧接着Futurama播映于Cartoon Network频道的晚间成人档（Adult Swim），时间为2003年1月至2007年12月，直至Cartoon Network的合约到期为止。该系列再次面世的时间是2007年四部电影的出现，继上次播出的第五季16集之后（注：在美国播放的是五季版。由于播映的电视台不同，所以该剧有4季和5季两个版本，但两个版本内容相同均为72集，只是分季划分和部分集的排列顺序不同而已。）。
《飛出个未来》这名称来自1939年纽约世界博览会中，通用汽车用作展示未来科技的展馆名称。整个展馆由Norman Bel Geddes设计，以他的想象诠释着1959年未来世界的样子。在这个展馆内，以真空管制成的电视亦首次亮相。这台电视机由Philo Farnsworth发明，而他的姓亦成为了这套电视剧的角色名称。

## 角色
飞利浦·胡莱（Philip J. Fry，配音員比利·威斯特（Billy West），中國大陸译弗莱，港譯阿乃，台譯為糠納（辛普森家庭））
胡莱是一个生活頹靡、懒散的美國青年，劇集開始時在批萨店作外送员。他在2000年1月1日到来时被冷藏了起来，并于2999年新年前夕苏醒过来。在未冷凍前曾離開父母和兄長與女友Michelle同居，但Michelle在他被冷凍之前不久拋棄了他。後來Michelle把自己冷凍並與胡萊再續前緣，但最後仍是把他拋棄了。
他在由他在未來世界中血缘关系最近的人——休伯特‧J‧法兹沃斯教授拥有的＂行星快递＂中得到了一份送货员的工作。通过剧集的剧情可得知胡莱的智力较低，甚至没有稳定的脑电波，不过这并非呆傻，而是一种“自嘲式的迟钝”。在剧中胡莱总给观众惹祸精的形象，但他与莉娜一本正经的的性格似乎恰好匹配。在第一集中剧情就已暗示了他和莉娜的关系會發展下去。
尽管胡莱是本剧主角，编剧却仿佛对他“刻意为难”，常常使他的缺点在许多时候骤然放大。之所以如此或许是因为在生活中我们总是对自己感到不满，而胡莱就象征着观众眼中的自己——虽然无能，却总希望在关键时刻救下别人与自己，因此这个角色才能引起如此强烈的共鸣。
淘加朗·莉娜（Turanga Leela，配音員：美版：卡特夫·薩加爾（Katey Sagal）/ 香港有線版：奶粉Ada，中國大陸译莉拉，港譯為莉娜或麗娜（有線譯為：單眼瑛），台譯為殺拉（辛普森家庭））
莉拉是只有單隻眼睛及紫色長髮（最常造型是馬尾）、身材和面容極為姣好的女主角，孩童時期有帶眼鏡和牙套，似乎已矯正。在行星快递飞船上擔當船长，很有能力，也是整部作品中唯一思慮正常的人，不過有時也頗神經質；很喜歡動物並有多次參與相關的抗爭運動。少女時期曾學過武術，因此身手極為矯健，有時故事出現混亂和打鬥的場景都是靠她來解危，堪稱女中豪傑。
當阿乃在2999年從冷凍管中被放出來時，他被帶到當時是「人生指派官」的莉娜面前。阿乃不滿自己被判定只能做速遞員而逃走。後來莉娜雖然擒住他，但她發現自己也不喜歡這份工作，於是擅自辭職並和阿乃一起找他的遠房侄孫，最後於阿乃這位侄孫的速遞公司裏擔任機師。莉拉与胡莱的性格迥异，然而合作时两人又常常碰撞出奇迹的火花，这或许也是莉拉爱上胡来的原因。第一季初期她就对阿乃表現出來的情感做出回应和兴趣，也曾有一度被撮合的傾向，但到第六季之前一直停留在朋友以上的狀態。
她是一个弃婴，在孤儿院长大，劇集初期莉娜以為自己是外星人，但在後期作者揭露了她的身世──她其實屬於一個經過基因突變的人種。她身上的變異比同類的突變人（包括她的父母）都要少，所以她的父母在她還是一個嬰兒的時候把她送到地面的孤兒院，希望她在地上過較好的生活，不過亦曾多次在暗處中保護她，並將她在地上的事物，包括已丟掉的電影劇本或無聊的日記回收，作為參與莉娜成長過程的方式。
在2007年首部大電影中，莉娜與一個溫柔多情的男子：拉爾斯相戀，令阿乃嫉妒：接著時間跳躍的意外讓阿乃回到2000年繼續生活，形成另一個平行世界；到2012年時被中了病毒的班德奉命追殺，所造成的爆炸使阿乃變成拉爾斯的容貌，才知道自己是莉娜未來會愛上的人，以冷凍技術又來到公元3000年的世界與莉娜再續前緣，最後為了保護莉娜而死亡，才揭露這段因果，暗示著愚蠢的阿乃將有可能會變成如拉爾斯般迷人和成熟，使得原世界的阿乃在莉娜的心中地位有所提昇。
在大電影第四集The Wild Green Yonder結尾，莉娜對阿乃的感情終於正面承認，銜接到第六季第一集的劇情，證明兩人的感情開花結果。第六季的故事中，有不少是講述阿乃和莉娜的交往、熱戀、嫉妒、衝突甚至是死離生別橋段，阿乃的笨拙有幾次差點毀了與莉娜之間，好不容易建立起來的關係，但始終仍在一起。
莉娜姓名源自法国作曲家奥利维埃·梅西安于二战后写成的图伦加利拉交响曲，梵语写作तुरंगालीला，意为“消遣之歌”。
班德·掰弯·罗德里盖茨（Bender Bending Rodríguez，配音員約翰·迪馬喬（John DiMaggio）/ 中國大陸译班德，港譯為傻機，台譯為阿糯（辛普森家庭））
班德是一个重度嗜酒，大抽雪茄，盗窃癖，厌恶鄙视人类並時常加以嘲弄，行為舉止皆利己主义，脾气暴躁的机器人。雖然他自稱自己的機器人身分令他無法理解人類的愛與溫馨等正向情感，事實上他是眾角色中最富人性的，尤其是他几乎将人類的劣根性和光辉都集於一身。此外雖然他很嘴硬說自己不在乎人類，甚至要殺掉他們，但卻是他是Fry最好的朋友和室友，更多次證明了他其實很有人情味：例如在大電影The Beast with a Billion Backs當中，對Fry見色忘友的舉動感到嫉妒，而做出可笑的事情想要吸引對方注意；或曾經以一己私利收養孤兒騙取政府補助款，但最後仍對他們產生親子般的感情。
最初建成時的功用是扭曲鋼條，但當他發現這些鋼條被用作自殺亭（一個類似電話亭但是是讓使用者自殺的設施）時，他氣得走到自殺亭自殺，結果在那裏遇上誤把自殺亭當是電話亭的阿乃。兩人離開了自殺亭後，和莉娜一起到阿乃遠親的速遞公司工作，也是行星快递的销售助理兼厨师。
在劇集中曾非常想当一位有名的民歌歌手，以及察覺自己廚藝不好而想成為有名的大厨。其實班德的廚藝是時好時壞，在I Second That Emotion曾經做了一個看起來很美味的大蛋糕，而在Xmas Story尾末所作的烤鸚鵡大餐亦不差，但絕大多數所作的是難以下嚥的餿水，主因是他少了人類的味覺。
班德的生平在遇到阿乃之前，由於劇情不斷增加捕敘而互有矛盾：在Mars University這集一說班德曾經讀過火星大學，還參加過機器人社團兄弟會，成為有名的風雲人物。但在之後的集數則解釋班德的製造過程，已經有灌入相關知識並授予學士帽作為唸過書的證明。另外前期說明班德出身自一個叫做班德州（虛構都市）的地方，不過在又在Lethal Inspection一說他出生在墨西哥的蒂華納當中的一家工廠，並且由5號作業員（赫米斯）接手他的誕生過程，免去他本來不良品應該被銷毀的命運。也許是班德在成為彎曲鋼條工人之前，曾經到各地旅行並去讀了大學，這些經歷讓他有了更複雜的人性表現，質疑自己彎曲鋼條用來作自殺亭的使命，才會遇上阿乃展開不一樣的機器人生，甚至還曾經有過一個兒子，不過已經在大電影The Beast with a Billion Backs奉獻給機器人撒旦。
班德的實際歲數亦很複雜：他出生自2998年，遇到阿乃再加上在行星快遞工作差不多是四歲，但在Roswell That Ends Well事件中回到1947年並不小心埋在當地，由於機器人擁有長久不壞的生命，經過一千多年後才被挖出來，身體年齡實已超過千歲。此外在大電影Bender's Big Score時被洗腦到各個時空盜取寶物，甚至在23世紀引發了造成人類滅亡的戰爭，以該事件同樣的方式得以回到未來，推測身體更可能達到數千歲。
和人類相似，傻機也頗好色，最誇張的一次是和艾米上演人机相恋，但終究風流的本性無法割捨而作罷。常在機械人夜總會出入，電路圖對他來說就是色情書刊。
休伯特·法茨沃斯教授（Professor Hubert Farnsworth，配音員比利·威斯特，中國大陸译休伯特·法兹沃斯教授，香港的電視版譯為乃到應一應博士（意指「與噩運碰個正着」），另外香港还有凡士活教授的音译，台譯為勤博士（辛普森家庭））
年約168岁的發明家，阿乃现存血缘关系最近的亲戚。為了支助他那些疯狂的科学实验和发明而開設了行星快递。雖然看似老古板，但有時行為上又極為脫線，該是有部份與Fry家族遺傳的血脈在作祟之故。年輕時亦頗為多情，曾與MOM公司總裁老媽和一台機器人短暫熱戀，但最後都是不歡而散的結局。
根据剧中的一些事实表明，他複製了自己來制造出一个继承者，Cubert Farnsworth，对他有如对待自己的儿子一样。不過在第三部電影Bender's Game 當中揭露，其實Farnsworth有真正的兒子：是和MOM公司總裁老媽私生的Igner（為老媽三部下之一），但完全沒有遺傳自Farnsworth的任何聰明才智，而是遺傳脫線和Fry家族愚笨的部份。
最常在行星成員快遞開會時，以一句「Good news，everyone!」作開頭再說明任務，不過事實上幾乎不是好差事。
赫密斯·康拉德（Hermes Conrad，配音員菲爾·拉馬爾（Phil LaMarr），中國大陸译为赫米斯·康拉德）
他是行星快递的牙買加裔会计师，負責其日常工作及財政，位处于官僚阶层的37级并引以为豪。有一个妻子拉芭芭拉和一个12岁的儿子德怀特。在大電影和劇集中多次透漏拉芭芭拉和他在Limbo运动時期的對手巴巴多斯·斯利姆，有偷情的情況。
曾在奥林匹克成為Limbo运动的冠军（运动来自于时下流行的舞蹈，类似于跳栏赛），因心脏病而退出了2980届的奥林匹克凌波比赛。那时有个小孩正以他为榜样努力中，却因为向后弯的太厉害扭到了脖子导致最终气绝身亡。
赫米斯在劇中的風頭比起阿乃和班德等人較少，展露於人前的形象多是務實、錙銖必較和刻薄，但他的口頭禪和高度的官僚作風成為劇中笑料的一大來源。實際上他也有極溫情的一面：在Lethal Inspection一集中揭露，他曾經是MOM公司機器人工廠的五號測試員，甚至接生過原本應該有缺陷該被銷毀的班德，看到其剛出生可愛的模樣於心不忍，而更改紀錄讓班德順利出廠，其實等於是班德的父親般重要，這個秘密只在Hermes心中留存著。後來因理念不合離開公司，成為今日的官僚一員。
约翰·佐艾伯戈医生（Dr. John A. Zoidberg，配音員比利·威斯特，中國大陸译为佐艾伯格医生，香港（有線）版譯名：紅魷。香港的粵語版由丘占輝（James Kazama）扮演）
佐艾伯戈是一个像龙虾一样的外星人，来自十足类10号行星（planet Decapod 10）并带有神经质，是行星快递的医生。
尽管他声称自己是个人类学的专家，但对于人类解剖学和生理学认知显然有非常可怕缺陷，故常斷症錯誤。
佐艾伯格平時住在垃圾堆裏，基本上是赤贫，并经常为此而哭泣，事实上所有人都因爲他的長相和身上的異臭味而對他抱有輕視感。据他声称，阿乃是他唯一的朋友。很多觀眾都認為佐艾伯格是全劇最惹笑的角色。
在Möbius Dick一集揭露，50年前的佐艾伯格很幽默風趣，且極受同僚歡迎：但在一次快遞任務中被太空鯨魚襲擊受到過度驚嚇，獨他一人劫後餘生回到地球之後就神經錯亂了，令他的行為和本能上有如螃蟹，是他失去交際能力的主要原因。The Tip of the Zoidberg則說明了當法兹沃斯教授還在MOM公司工作的時候與佐艾伯格認識的經過，也證明了年輕時佐艾伯格的醫學智慧都是正常的狀態，連短視近利的MOM公司總裁老媽，對年輕時的佐艾伯格評價極高，若佐艾伯格沒有離開公司，他現在早就有自己的實驗室和智囊團，甚至成為百萬富翁。但在與Farnsworth教授執行雪地任務時受到雪男襲擊咬傷腦袋，疑似影響他的知識呈現了錯誤和顛倒，到後來Möbius Dick時的精神創傷就更加嚴重，變成今日的愚蠢模樣。
同時在The Tip of the Zoidberg這集也說明，法兹沃斯教授和佐艾伯格實際上已是數十年的知交：當年為了救佐艾伯格，法兹沃斯教授與雪男搏鬥感染病毒，佐艾伯格答應他若有一天病毒發作就親自送他上路，挽回他身為人類的尊嚴。這也是為何雖然法兹沃斯教授會偶而諷刺佐艾伯格，但遲遲不肯開除這個隨時會醫死人的庸醫。
某方面來說佐艾伯格具有大智若愚的處世觀，很多時候他是嘻皮笑臉的應對，曾教導法兹沃斯教授的兒子古伯特·法兹沃斯（其實是複製人）冷卻欺負者的惡意。而他對外星種族的知識仍是部份正確的，才能想出如何拯救法兹沃斯教授脫離病毒之苦。
在 "A Clone of My Own" ，佐艾伯格說他的醫學文憑在火山裏弄丟了。
在 "The Duh-Vinci Code" ，佐艾伯格揭發了達芬奇名畫'最後的晚餐' 畫中有畫的祕密，並澄清原來他的博士學位屬於藝術歷史系。
法茲沃斯教授曾於"The Tip of the Zoidberg" 說過佐艾伯格其實對外星人而言是個勝任的醫生，但他唯一對人類的生物學一竅不通。儘管如此，佐艾伯格在 "The Six Million Dollar Mon" 成功把被肢解的赫米斯一一合成，也在 "Stench and Stenchibility" 爲心上人瑪麗安做了鼻子移植手術，可見他已經掌握了人類醫學的知識和技巧。
王艾米（Amy Wong，配音員勞倫·湯姆（Lauren Tom））
艾米是行星快递的見習工程師，負責維修速遞船，因父母拥有不可置信的大笔财富而被宠溺過份，令她時常笨手笨脚的并极易出事故。根據劇集描述，艾米曾經是個胖妞，一直胖到當大學生時才減肥成功，曾得過青少年迷你高爾夫比賽的冠軍，對高爾夫球頗有天份。
她是火星大学的工程系学生并且是火星西半球的财富继承者，唸了12年終於在That Darn Katz!一集當中順利取得學位。尽管出生在火星，她仍然是个华裔，并且经常用粤语骂骂咧咧，也过度使用31世纪的词来爆粗口。她喜爱穿露脐装，父母是西部牧场主王氏家族里奥和伊内兹。
中國大陸译为王艾米或艾米·王。
查普·布兰宁根（Zapp Brannigan，配音員比利·威斯特）
查普·布蘭寧根不是行星快递的成员，但是经常出现在《飞出个未来》中。他被歌頌為星際戰爭的英雄，其實他是一个大草包：极端自负的，利己主义的，穿著品味和思維充满廉价感，是個非常差劲的星舰船長。在那次莉娜被误导而发生性关系之后，他厚脸皮一味地追求莉娜。就莉娜所形容的：他是一個具有孩童心態的小丑。
尼布勒（Nibbler，配音員法蘭克·威爾克）
尼布勒是莉娜的宠物，是莉娜於劇集初期時在戶外发现它並捡回去收养。他有吃掉超大动物的能力，并會將暗物质作为废物排出，而暗物质剛好是飞船的燃料。尽管看上去是一只小动物的样子，它事实上是拥有超级智慧的生物，对阿乃被冷藏到未来世界一事负直接责任，而它的种族更负有维护宇宙秩序的使命。在"The Why of Fry"一集中揭示了他的來源。

## 配音員異動
在劇集選取配音員之時，曾為《阿森一族》配音的菲尔·哈特曼本來獲選為查普·布蘭寧根配音，但在劇集開始製作以前突然離世。有人認為比利·韦斯特在為查普·布蘭寧根配音時刻意模仿菲尔·哈特曼為特洛伊·麦克卢尔配音時的腔調，是向菲尔·哈特曼致敬。另外，阿乃的名字在製作之本來是柯蒂斯，在這次事件後亦改為菲利普，以懷念菲尔·哈特曼。

## 故事背景
《飞出个未来》发生的背景设定在31世纪的新纽约，一个充满了科技奇迹的时代。新纽约是建立在先代纽约城废墟的根基上，与之相对的是“旧纽约”。那里有千奇百怪的装置和建筑，类似于后现代的未来构想设计。全球变暖，顽固的官僚主义制度和过度物质滥用这些课题在31世纪被极度放大。那时这些问题就变得相当尖锐并且非常公众化了。
众多的科技进步和飞跃在现今至31世纪这段时间内发生了。那种能把人头活生生的保存在罐子里的技术是由罗恩·浦沛尔发明的（他在"A Big Piece of Garbage"中也客串了一下）。这项技术使诸多历史人物和现代名人能济济一堂；它也成为作者描绘并取笑那些名人的藉口。令人好奇的是，许多已经在这项技术发明之前就已作古的人头也出现过；其中一个明显的例子：经常不规则频繁出现的尼克松总统的头——他死于1994年。因特网已经可以完全沉浸其中并被各种感觉包围——尽管它的显现的特征看起来是数字化世界（类似于电影“电子世界争霸战”或“骇客帝国”），在其中会变得像游泳般动作放缓，并且这个数字世界里有各种色情读物，流行广告和“污秽的”聊天室。这些垃圾中有一些表面上还写着是为年轻人提供的教育资料等等。在这个时代里电视仍然是大众娱乐的主要方式。有自知能力的机器人拥有正常视力，同时"多亏"了他们的酒精驱动系统造成了全球变暖的主因。交通工具中的轮子早已经被淘汰和遗忘掉了（除了阿乃仍旧认得轮子这种古老装置。译者注：辛普森剧集中对未来畅想中的交通工具就是无轮浮在空中的）并被悬浮在空中的汽车和巨大有条理的风动传输网络管道所代替。
《飞出个未来》的设定是一个背景幕，就算作者们继续填塞漏洞也不屑承认自己犯的连贯性错误。例如，当开场集暗示了先前的行星快递成员被巨大的太空黄蜂蜇死了，而后在"The Sting"这一集中表明了成员们是被太空蜜蜂杀死的（译者注：饮用蜂蜜能够幻象致死）。而《明日世界》的设定是用来强调和嘲讽今天所面临的诸多问题并恶搞了这部科幻小说。译者注：<Worlds of Tomorrow>（明日世界）是一本由佩莱格里尼和卡德希在1953出版的科幻小说集，其中很多故事来源于当时各类科幻杂志中）

### 社会和文化
地球被描绘成一个巨大的多文化环境，遍地各处都广泛分布着人类，机器人和宇宙生物。这些情景在剧集中出现，与开始的角色设定相符。在一些方面社会被描绘得比阿乃以前所处的时代要更加先进，当然阿乃以前的时代也就是观众们所处的时代，即现实。不过未来也展示出许多与现在相同类型的问题，质疑，错误和偏见。在剧集中，机器人们创造出最巨大的"少数派"并且有些机器人还是上流社会中的富人成员，他们经常被当成二等公民对待。大部分机器人具有自知力并拥有人身自由和意志自由。然而当危机来临的时候，他们的意志自由将被自动激发的“爱国电路”所取代，被强迫性的服务于人类或在战时服役军队。根据法律规定，下水道的变异人种必须待在地下，他们被赋予成城市中的传说并被一些公众认为是小说中的虚构人物。
地球有一个统一的政府首脑，那就是地球总统理查德·尼克松的头（从第二季开始）。地球的首都是华盛顿特区，地球的国旗设计与美国国旗非常类似，并且地球国旗上带有西半球的图样（按法兹沃斯博士的说法是“最好的一个半球”。译者注：这里的法兹沃斯的头衔标为Dr，而不是教授。虽然官方资料并未如此称呼过，不过博士和教授头衔没有冲突。并且法兹沃斯教授理应在情理之中），取代了美国彩条旗那50颗星的位置。
地球国旗"Ol' Freebie".
行星上的民主政体制度（D.O.O.P）是《飞出个未来》世界中虚构的一个组织，它可以与美国政体和星际迷航世界中的行星联邦体制对比一下。众多其他的银河星系在3000年时已经被殖民或有了接触。火星已经被加工完毕了，它也是火星大学的所在地。并且它的政体组织也非常类似于美国。
宗教仍然是社会的重要组成部分，不过那些主要宗教也有了新的发展。在剧集中，20世纪里的世界主要几大宗教合并成为一个首屈一指的联合教会。巫毒教成为当时的宗教的主要流派。新宗教包括奥普拉教，机器人天主教，以及星际迷航影迷们发起的一个被法律取缔的宗教。宗教人物形象在剧集中包括神父強斯坦·埃爾·賈邁勒，机器人恶魔，机器人牧师以及一带提及到的太空教皇。几集还特别做了《飞出个未来》中的宗教专场，这些剧集在《飞出个未来》寰宇内涉及到了广泛多样的题目，包括预言，祈祷，自然的救赎和宗教的变化和发展等。
在劇集中，基督教、猶太教、伊斯蘭教、印度教及佛教五合為一，成為一個合一的聯合教會。不過，亦有這些傳統宗教的支派不滿意這種合一而保持獨立。例如：太空天主教就是當中的一種。它由一隻蚚蜴人太空教宗（Crocodylus pontifex）所創立，並把其宗教建基於反對人類與機械人之間的戀愛這概念上。本故事其中有一集叫做“我與機械人約會”（I Dated a Robot）就有提及這宗教。在這一集裡，主角阿乃觸犯了不能與機械人相戀的禁忌，與一個以現美籍華人影星劉玉玲為基礎的機械人約會。
另外，現時美國著名的脫口秀女主持人奥普拉·温芙瑞亦成為了未來的膜拜對象，成為了一種新的宗教與巫毒教一樣成為了當時的主流宗教。而在拉丁美洲的版本，奥普拉·温芙瑞則變成了當地的富豪沃尔特·梅尔卡多。

### 語言
在劇集中，法語被指為已變成一種已消亡的語言，所有本來講法語的人都已改用英語。不過這劇集在法國播映時，已消亡的語言被改成為德語。
在剧集的背景中能见到三种字母形式，通常以涂鸦，广告标语和警告标识的形式出现在场景中，几乎所有的这些信息都可使用转换文本翻译成为英语。第一种被看作外星语的字母表由抽象的符号组成，它们其实只是拉丁语字母表的简单置换密码。第二种字母表使用了更加复杂的模的（译者注：数学语言中的模概念）附加代码，即是"下一个字母涵义是所有之前创建的字母涵义之总加该字母的本身涵义"。这些密码通常被那些献身给伟大解密行业的影迷们拿来开一些意想不到玩笑。除了这些字母表以外，最多使用的词还是拉丁语，这第三种的语言有时被希伯来人使用到。
剧集中的一些英语表达方式还被现代英语所接纳。例如。圣诞节Christmas这个词在剧中被Xmas所替代（发音为EX-mas），而后这个词的发音被要求改成aks（发音为axe）。据大卫·X·科恩说到剧中一个流行的笑话：法语在《飞出个未来》的世界中被认为是一种已经失传的语言（尽管法国文化还存活下来了），更像是现今世界中的拉丁语（译者注：拉丁语是二千多年前意大利中部拉提姆地区的方言，后来则因为发源于此地的古罗马帝国势力扩张而将拉丁语广泛流传于帝国境内，并定拉丁文为官方语言。古罗马帝国早已灭亡，而拉丁语却存活了下来）所有本来讲法语的人都已改用英语。不过这剧集在法国播映时，已消亡的语言被改成为德语。

### 政治
行星民主秩序是一個行星政治組織。

### 幽默
尽管剧集中广泛使用了大量的各式幽默，包括自我反对，黑色喜剧，冷笑话，闹剧以及超现实主义的幽默，而它最根本的喜剧来源还是在于能够对未来世界中的万事万物进行讽刺性描写以及将未来与现在进行悖论式类比。马特·格勒宁意指出，他的目地就在于通过这部剧的表达出他的观点。表面上看这是部愚蠢滑稽的喜剧，却能很好的将自己的观点掩藏在“合理合法的科幻文学概念”之下。这部剧用强对比制造出"低素质"和“高文明”之间巨大反差的喜剧效果。例如。班德最著名的口头禅就是那句低俗的"亲我闪亮的金属屁股"，而他最大的噩梦却来自数字2，这是在开计算机理论中二进制技术的玩笑。
这部剧集被打上邪典流派的标志，因为它里面含有太多隐晦而专业的玩笑，而且绝大部分都是写给那些专家和业内人士（译者注：原词为nerd）看的，不是一般观众都能理解到的。在发售的DVD解说词中大卫·X·科恩指出了这点，而且他有时会称自己是“最骨灰书呆的笑话”。这些玩笑包括数学领域的笑话——例如勒夫數电影院。（恶搞艾禮富數无穷有理数集合。，译者注：1. aleph是希伯来的第一个字母，也是最神圣的字母，相传人们不太敢多念它，因为也代表着上帝的意思。德国数学家、集合论的创始人康托尔用来表示无穷集合。如：aleph0代表有理数的集合，aleph1表示实数的集合，aleph2表示所有数学曲线的集合。对于所有自然数n，2^aleph(n)=aleph(n+1)2。Loew's movie theater是全北美是最古老的连锁电影院，由MarcusLoew建于1904年。直至2006年被AMC Theatres并购）。
同时也有各种科学学科上的幽默元素——比如，法兹沃斯抱怨对量子理论的检验“就是因为进行了检验才改变了原来的试验结果”，它暗指观察者的检验对量子力学作用的影响效果。剧中还涉及了量子的色动力学（体现在强效牌胶水这段场景中。译者注：第三季"The 30% IronChef"），计算机科学（在两本书分别贴上P和NP的标签这段场景中，暗指了P和全NP的问题是完全不同的分类法。译者注：第二季"Put YourHead on MyShoulders"，P=NP?问题是在理论信息学中计算复杂度理论领域里至今没有解决的问题，它被“克雷数学研究所”（Clay Mathematics Institute,简称CMI）在千禧年大奖难题中收录。P/NP问题中包含了复杂度类P与NP的关系。1971年史提芬·古克（Stephen A. Cook） 和Leonid Levin相对独立的提出了下面的问题，即是否两个复杂度类P和NP是恒等的（P=NP?）），还有生物学和遗传学上的玩笑（班德的robo-或R-NA场景，它暗指了遗传学上的RNA。译者注：出现在第四季"Teenage Mutant Leela's Hurdles"中。班德声称自己的DNA，即基因是机器人属性的，因此把前缀改成robo-NA，简称为R-NA.而真正的RNA在生物遗传学上是指与DNA相关的另外一种遗传物质核糖核酸）
这部剧也经常巧妙的拿那些经典科幻系列开涮。首当其冲的就是《星际迷航》中多次闪过一些原影重现的片段，目的是向这部科幻经典致敬。不过还有别的——例如剧中提到机器人这个词的是来自于已存在的机器人行星Chapek9，那是一个围绕木星轨道旋转的黑色方型巨石，上面还标着“无法无天”（这段涉及的是英国作家阿瑟·C·克拉克的小说《3001：最后的奥德赛》。译者注：该场景出现在第二季"Put Your Head On MyShoulders"中。《3001：最后的奥德赛》出版于1997年，是奥德赛太空歌剧系列中的最后一本）
阿乃和班德经常看得那部电视名叫“惊慌之门”，它模仿的是1959年的一部电视剧"阴阳魔界"（译者注：参见M. Keith.Drawn的电视评论：从《摩登原始人》到《居家男人》——看动画的早期发展,115-124页）。与星际迷航相关的还有对“经典”的使用——剧集中的声效。例如剧中出现的所有自动滑门的声音（当然远不止这些，比如在斯盧姆工厂里出现各式各样的非滑动门），还有一些电子装置的声音等等。
还有众多场景是模仿星际迷航之下一代（译者注：《銀河飛龍》被影迷们简称为TNG），除此还包括雷克岛监狱；有充满"生活气息"的全息甲板（第四季"Kif Gets Knocked Up a Notch"译者注：ST中的全息甲板holodeck在《飞出个未来》中恶搞成holoshed，直译过来是全息小棚）；还有邪恶的Moriarty教授（译者注：柯南道尔的经典探案小说《福尔摩斯》中反派角色），剧中还能看到很多场景是来自庫爾特·馮內古特二世的短篇故事集《牢狱欢迎你》（译者注：美国作家庫爾特·馮內古特二世的《歡迎來到老孫家》是一篇黑色幽默小说，充满了对丑陋现实的反讽。另外歡迎來到老孫家也是一个迷幻风格的流行乐队），来自原著中最经典的场景就是自杀亭（相关在小说中是伦理自杀厅，其中包含了自杀亭这一项）。而关于Mom——自杀亭的制造商——也经常习惯性穿着与小说中自杀厅女主人相同的一身装扮：紫色紧身衣和皮靴。

## 剧情

### 片头（开场）
非常类似于《辛普森一家》片头中每集中都变换不同笑话的黑板，萨克斯风独奏和沙发场景，飞出个未来的片头也有自己独特的搞怪标志。每集的开场，当《飞出个未来》这个词大大的出现在屏幕上时下面都会附注上不同搞笑标题。例如"在现场观众前辛苦作画"，“现场实拍"，"马上就会成为主流教派"，"和太空土豆共舞？当然！"。在新纽约上空穿越过形形色色的建筑和场景后，行星快递飞船最终撞进一个总是在播放经典卡通的大屏幕中去了。这些短短的经典动画影片剪辑来自由马克斯·弗莱舍执导的兔八哥的短片集，《特蕾西·厄尔曼秀》剧集中的早期辛普森动画片段（译者注：辛普森一家最初是美国Fox的喜剧小品《特蕾西·厄尔曼秀》的副产品，作为它的一分钟补白。《特蕾西·厄尔曼秀》的执行制片人，詹姆斯·L·布鲁克斯和山姆·西蒙觉得这些人物可以做成一个半小时的电视剧，于是他们立刻动手，开始了这部在电视台黄金时间段，历时最久的卡通系列剧。此类成功动画案例还有粉红豹)。还有一集独一无二的开场片头："The Devil's Hands Are Idle Playthings"（译者注：TV版最后一集。这句话来自一句英国谚语：懒汉的手是魔鬼的玩物）。在Bender's big score中，开场剪辑来自《飞出个未来》第一集阿乃被冷冻起来那段场景。
在大多数集中，飞船都是硬生生的撞进屏幕中，毁坏掉屏面并且飞船仍处于运作状态。不过在电影版Beast with a Billion Backs中，飞船通过了屏幕的表面并在穿入后暂时成为那个世界里的一部分（这一部分的卡通绘画是仿迪士尼的《汽船威利》动画风格），最终飞船和船员们从这个世界中逃脱出来，以同样的途径又从屏幕中冲了出来。Bender's Game的开场是以高度仿照电影黄色潜水艇代替了汽船威利风格。
《飞出个未来》主题曲的创作人是克里斯托弗·廷，他几乎完全根据1967年皮埃尔·亨利和米歇尔·科隆比耶的混音曲"Psyché Rock"创作的。廷的作曲也受到英国DJ(电子音乐人) 流线胖小子在1997年版"Psyché Rock"混音专辑的影响。主题曲由管钟琴来演奏，不过在某些集中偶尔也混进多样版本。如在"Hell Is Other Robots"中野兽男孩乐队客串过配音，而在该集片头曲中便使用了他们演奏的版本。主题曲还用到了Amen break（译者注：一种频率为2.5秒并由4小节组成的循环鼓声演奏的录音采样，最初来自于1960年温斯顿工作室录制的骚灵乐"Amen, Brother"这首歌，它混合了美国南方福音和快节奏击打的黑人音乐。Amen break后来通常用在嘻哈乐，电子jungle, breakcore雷鬼乐和D&B电子乐中）

## 制作
马特·格勒宁开始策划《飞出个未来》是在20世纪90年代中期。1997年，他得到了大卫·X·科恩的响应和支持，而后这位辛普森一家的编剧兼制作人便全情投入到《飞出个未来》的制作中了。这两个人费尽时间去搜罗过去的那些科幻小说，电视剧，电影，接着他们在1998年4月时与Fox电视台谈妥预发行这部剧集，此时格勒宁和科恩已经敲订下剧中许多角色和故事主线。在第一次洽谈期间，Fox订下了13集。然而不久，格勒宁和Fox高层执行官在Fox广播网是否可以加入他们的故事创意和制作中而争执起来。格勒宁解释说“当他们试图要加入一些他们自己对于《飞出个未来》的注释和观点时，我说：‘不，我们要像制作《辛普森一家》那样自己制作《飞出个未来》，然后他们就说：‘好吧，我们不再插手任何事情了’。而我回应道：‘哦，正好这也是我一贯的处事原则’”。这次谈判之后，他得到了与《辛普森》一样的待遇——自由独立制作《飞出个未来》。
《飞出个未来》於1999年开播，福克斯的高层对剧集期望值极高，希望马特·格勒宁能创造新的《辛普森》神话，但剧集还在筹划阶段時，FOX的人就和格勒宁闹出了很多矛盾。等到正式开播后，《飞出个未来》的播放時段經常被插播其他節目，没能拥有很固定的播放时间段，严重影响到了剧集的收视和口碑情况。雖然最後播映堅持到了第五季，但其还是逃不过停播的命运，因為當時FOX已積壓了可讓整整一年播出的其他製作。劇集总计播出了72集，於2003年8月10日結束，但其實其製作只有四個季度，因為每個播放季度的節目都不能全數播放，以使不少製作好的節目都要留在下一個季度播放。
2003年DVD的发行改变了一切，凭借剧集本身过硬的质素和独特的体裁，《飞出个未来》成了一个大邪典，很多影迷们纷纷请愿要FOX恢复剧集播出，后者在另一部动画剧《居家男人》上已经开了这一先例。DVD的热销也让FOX不得不对《飞出个未来》另眼相看，FOX开始制作前传以及DVD电影版。2007年11月27日，第一部DVD影片《飞出个未来大电影》在美国上市；到2009年，按照计划还将发行三部。
另外，雖然《飞出个未来》未能在FOX電視繼續播映，但它仍然在其他美國本土（如：Cartoon Network）及其他國家的電視台播映。

### 制作过程
《飞出个未来》一集的制作花费6～9个月，而这样漫长的时间内其他剧的很多集都能出来了。(译者注：剧集制作是同时进行的。比如上一集已进入配音或动画制作阶段，而其他集可以正被编剧小组讨论修改情节，同时也许某一编剧正撰写另外一集的故事大纲，这里所说的是单独计算制作一集的绝对时间)
每一集制作开始都需要编剧们在制作组内部讨论剧情。接着由一个编剧写出一份简单的大纲。一旦最原始的草稿完成了，编剧们和执行制作人便和配音演员们凑在一起试读。在草稿性质的试读之后，编剧们再一起不断重写修改剧本直至最后送到动画制作那里。从这里开始，录音也正式开始而剧本稿也算是从编剧们手中脱稿了。
《飞出个未来》的动画制作由Rough Draft工作室完成，这个动画工作室也是格勒宁坚持的唯一之选。Rough Draft接到每集完成的剧本然后便开始用动画制作中的情节串联图板将100幅画作连成故事。然后他们开始制作1000张铅笔草稿画，接着Rough Draft在韩国的姐妹工作室再完成每集30000张画作。这部动画有时也被海外的东京电影新社公司接下（译者注：东京电影新社公司，是日本TMS Entertainment公司的前身）

### 电脑特效
为了增加传统卡通绘制的动画效果，Rough Draft工作室经常使用CGI形象化和综合化处理冲图像，例如在飞船的运作，爆炸，星云景观，雪景以及其他一些场景。大部分的片头字幕都是由CGI上色到处理，CGI的上色处理是采用24 FPS，每秒运行的帧数，倒过来每一桢用的时间，叫做SPF（Second per frame）  ）而且不用那些古老的手法做出来的动画效果非常流畅。CGI制作出来的效果比老办法手绘效果表现得稍显不同，主要是因为空间感的"欺骗性"。手绘人物不能够保持微妙的比例一致性，也不能通过三维透视效果来加强脸或身体的表现力和渲染力。Power Animator曾经做出过很棒的仿漫画风格的CGI效果。

### 放映
当讨论到剧集何时播放时，格勒宁和科恩希望《飞出个未来》在周末晚八点半继辛普森一家之后播出。Fox广播网不同意，于是在周末晚间档两集连放一段时间之后《飞出个未来》被移到周二的固定时段播放。在第二季播映时《飞出个未来》再次被调整到周末晚8点半的档期。播放到本季的中间段时剧集又被移动了，不过这次《飞出个未来》被移到周末晚7点的黄金档，在第三次转移后这个固定时段播放持续了将近一年。
因为移到了周末黄金档，这部剧集占了很多体育节目的时间而且播放也晚于先前的那些电视剧集。这也使得编剧们和动画制作者在节目播放前就需要把一整季都准备好，而不是制作一集播放一集（译者注：黄金档对剧集播放信任度和质量都有较高的要求）。因此在第四季播放之前，所有的剧集都已制作完毕，而编剧们早在提前一年就完工领便当了制作者在节目播放前就需要把一整季都准备好，而不是制作一集播放一集（译者注：黄金档对剧集播放信任度和质量都有较高的要求）。因此在第四季播放之前，所有的剧集都已制作完毕。

### 收视率
1999年3月28日《飞出个未来》在Fox台开播，夹在周末的《辛普森一家》和X档案之间的八点半档期。首集收视率1900多万，这个数字来自于那周尼尔森收视率统计（Nielsen ratings）第11期全国统计调查的数据，在接下来的一周同样调查统计得出《飞出个未来》吸引了1450万观众。这部剧移到周二晚八点半后播后的第一集，调查统计的观众数据是885万。尽管这个数字比率略低于《辛普森一家》，《飞出个未来》第一季的收视率高于其他动画剧集的竞争对手们：《一家之主》、《居家男人》、《呆伯特》、《南方公园》和《The PJs》。
当《飞出个未来》最终在2003年停播时，第四季的观众数据统计为640万，是首季收视率的一半。

### 停播，复播，回归
第四季之前《飞出个未来》播放一直十分不规律。最初，制作人想要剧集在周末晚上八点半播出。福克斯网络不同意，而是在周末八点半档位之后的时间段播出。之后又移动到周二晚间。
第二季开始，终于放到了周末八点半的黄金档位，但是在季度中期，又移动到周末晚间七点半播出。这种情况一直持续到第四季。
因为经常被体育节目打断时间表，（在第七季的剧情中有暗示过这种情况），很难预测新剧集在何时播出。Fox曾经把第四第三季的几集推迟到后年播出，形成所谓第五季。
根据Groening的说法，问题很简单，福克斯的高层执行官员，不支持该剧集。虽然没有正式取消，但是在第四季度制作到一半的时候，Fox不再继续签约《飞出个未来》的剧集，将之排除出该年秋季（即2003年）Fox的剧集阵容。
转播
同时Cartoon Network获得了当年的转播权，在该频道的播放使双方都获益。鉴于其他剧集通过dvd版本的销售获得了成功，制作人决定尝试这么做。
直到2005年，comedy center谈判转让转播权的时候，才开始和制作组探讨制作新剧集的可能。
于是到了2006年，四部DVD版本的大电影制作成功。
后来这四部电影制作成了16集的第六季。
本来第四部电影，已经设定为剧集的终结。
但是制作人Groening仍然愿意继续制作DVD直销的剧集。
回归
直到2009，21世纪Fox电视台宣布，动漫中心订购了该剧集。新的剧集将有26集，在2010年开始播出。
出于预算原因，新编剧组的规模比原本的要小。同样由于薪水原因，配音演员一度不到位，不过问题终于解决了。
2010年6月24，该剧回归的首集，在comedy central 播出，是该电视网络的当年最高收视率，以及历史最高周二收视率。
2011年3月，飞出个未来得到了第七季的续订。首映在2012年6月20，comedy central.
2013年，漫画中心宣布不再续订之后，制作人仍然在探索剧集的可能未来，比如制作电影DVD版本，据称，仍然有许多故事，没有讲完。
2022年2月，Hulu宣称将复播该剧集。

## 在其他頻道及國家的播映
在2002年后期，Cartoon Network频道花了1000万美元拿到了专有光缆通道的《飞出个未来》联合组织播放权。
在2003年1月，Cartoon Network开始在夜间成人动画档Adult Swim主打播放《飞出个未来》，以扩展更多的观众群。在2005年10月喜剧中心也获得了该联合组织的准入证——在2008年初便开始播放《飞出个未来》的72集TV版，正好紧随Cartoon Network的合约到期。这次竞购到《飞出个未来》的播放权的入场券事件也被喜剧中心永载史册：因为这次购买是喜剧中心历史上迄今最昂贵的大手笔。现在这个频道每天晚上在《南方公园》播放之后都播放《飞出个未来》。据喜剧中心的预告片公布《飞出个未来》将在2008年3月23日再度回归，那是继被分成四集的《Bender's Big Score》之后的其他三部电影版。

### DVD电影
第一部电影，《Futurama: Bender's Big Score》是由肯·基勒和柯恩编写的，裡面重现尼布勒、西摩、巴巴多斯‧斯利姆、机器圣诞老人、神域的显现、阿尔·戈尔和扎普布兰尼根。用大屏幕做动画处理并且在2007年11月发行DVD，而且蓝光版DVD也有可能紧随发售。将要发售硬盘式DVD只是谣言，不久官方就证实了这一点。《Futurama: Bender's Big Score》是发售的第一部DVD，它也是20世纪Fox的一个检测工具，目的是检测生产制造业和发行过程中排放的碳迹总量。不过它不太可能全部检测出碳排放量（因为无法计算与碳使用后抵消的量）他们将这次加工业变革成为“碳中和”。
第二部电影The Beast with a Billion Back在2008年6月24日发行。
第三部电影Bender's Game发行DVD和高清蓝光碟，在英国为2008年3月发行，美国为2008年11月4日发行。
据里奇·摩尔所说，最后一部电影的标题是《Into the Wild Green Yonder》，它将在2009年2月24日与大家见面。

### 其他國家
这部剧第一次播出又被叫停的几年后，《飞出个未来》在澳大利亚七號電視網频道上映至2005年，然后十號電視網频道重播直至2007年底。同时出现了分集版的《Bender's Big Score》，它首映于2008年6月19日。这部剧集还也被channel FOX 8频道签定了下来。
在英国，数字频道Sky1重播这部剧，该频道以前就曾播过《飞出个未来》的1～4季。Channel 4也在2005年底之前重播了这部剧。
在马来西亚，前两季最开始在TV3频道播出过，不过后两季在很长一段时间后被挪到8TV频道播出了，其间TV3播过2季的最后一集，而8TV播出过第三季的第一集。这两个频道都在夜里10点半左右播放，目的是考虑到适当的观众群，他们认为这不是一部该给小孩子看的电视，然而，有不太清楚的某几集没播，最后补充一点，Futurama也在全亚洲收视范围内的STAR World network频道播出过。
在波兰，该剧被Sci Fi Channel频道播出过。
在葡萄牙，该剧被TV network Fox广播公司播放过。
在罗马尼亚，该剧被TVR1和TVR2电视台播放过。
在俄罗斯，所有剧集最开始在REN TV频道播出过，在2008年9月，这部剧又被2x2频道重播。
在西班牙，该剧被la Sexta（第六频道）播出过
在乌克兰，该剧被M1频道自07年播到现在。
香港版本於香港有線電視娛樂台播出。

## 获奖情况

### 荣获奖项
| 年度 | 荣获奖项       | 部门                                 | 入围 | 结果 |
| ---- | -------------- | ------------------------------------ | --- | ---- |
| 1999 | 安妮奖         | 动画电视制作杰出成就奖               | 乃出個未來                                                                                                | 提名 |
| 1999 | 安妮奖         | 动画电视制作编剧的杰出个人成就奖     | 肯·基勒的"The Series Has Landed"                                                                          | 提名 |
| 1999 | 黃金時段艾美獎 | 最佳动画节目                         | "A Big Piece of Garbage"                                                                                  | 提名 |
| 2000 | 安妮奖         | 电视动画制作导演个人成就杰出奖       | Brian Sheesley的"Why Must I Be a Crustacean in Love?"                                                     | 獲獎 |
| 2000 | 安妮奖         | 黄金时间或深夜动画电视节目杰出成就奖 | 乃出個未來                                                                                                | 提名 |
| 2000 | 安妮奖         | 电视动画制作导演个人成就杰出奖       | Susie Dietter的"A Bicyclops Built for Two"                                                                | 提名 |
| 2000 | 黃金時段艾美獎 | 动画个人成就杰出                     | 巴里·库马尔（色彩造型师）的"A Bicyclops Built for Two"                                                    | 獲獎 |
| 2000 | 环境媒体大奖   | 电视情景喜剧                         | "The Problem with Popplers"                                                                               | 獲獎 |
| 2001 | 安妮奖         | 电视动画制作个人杰出成就的男配音员   | 約翰·迪馬吉奧飾演班德的"Bendless Love"                                                                    | 獲獎 |
| 2001 | 安妮奖         | 电视动画制作个人杰出成就编剧         | 羅恩·韋納的"The Luck of the Fryrish"                                                                      | 獲獎 |
| 2001 | 安妮奖         | 黄金时间或深夜动画电视节目杰出成就奖 | 乃出個未來                                                                                                | 提名 |
| 2001 | 黃金時段艾美獎 | 动画个人杰出成就                     | Rodney Clouden (故事提要艺术家)的"Parasites Lost"                                                         | 獲獎 |
| 2001 | 黃金時段艾美獎 | 最佳动画节目                         | "Amazon Women in the Mood"                                                                                | 提名 |
| 2002 | 黃金時段艾美獎 | 最佳动画节目                         | "Roswell That Ends Well"                                                                                  | 獲獎 |
| 2002 | 安妮奖         | 电视动画制作导演个人成就杰出奖       | 里奇·摩尔的"Roswell That Ends Well"                                                                       | 獲獎 |
| 2002 | 安妮奖         | 最佳电视动画制作                     | 乃出個未來                                                                                                | 提名 |
| 2003 | 安妮奖         | 电视动画音乐制作奖                   | 肯·基勒的"The Devil's Hands Are Idle Playthings"                                                          | 提名 |
| 2003 | 安妮奖         | 电视动画编剧制作奖                   | 帕特里克·韦罗内的"The Sting"                                                                              | 提名 |
| 2003 | 黃金時段艾美獎 | 最佳动画节目                         | "Jurassic Bark"                                                                                           | 提名 |
| 2003 | 美国编剧工会奖 | 动画                                 | 肯·基勒的"Godfellas"                                                                                      | 獲獎 |
| 2004 | 黃金時段艾美獎 | 最佳动画节目                         | "The Sting"                                                                                               | 提名 |
| 2004 | 黃金時段艾美獎 | 杰出音乐和歌词                       | "The Devil's Hands Are Idle Playthings" "I Want My Hands Back"                                            | 提名 |
| 2004 | 星云奖         | 最佳剧本                             | 大衛·A·古德曼 for "Where No Fan Has Gone Before"                                                          | 提名 |
| 2004 | 美國編劇工會獎 | 动画                                 | 帕特里克·韦罗内的"The Sting"                                                                              | 提名 |
| 2007 | 安妮奖         | 最佳家庭节目                         | Bender's Big Score                                                                                        | 獲獎 |
| 2008 | 安妮奖         | 最佳家庭节目                         | For The Beast with a Billion Backs                                                                        | 獲獎 |
| 2009 | 安妮奖         | 电视动画制作个人杰出成就编剧         | Into the Wild Green Yonder                                                                                | 獲獎 |
| 2010 | 安妮奖         | 最佳电视动画制作                     | 乃出個未來                                                                                                | 提名 |
| 2010 | 安妮奖         | 电视动画制作个人杰出成就编剧         | 迈克尔·罗                                                                                                 | 提名 |
| 2011 | 黃金時段艾美獎 | 最佳动画节目                         | "The Late Philip J. Fry"                                                                                  | 獲獎 |
| 2011 | 黃金時段艾美獎 | 杰出配音                             | 莫里斯·拉马什飾演Lrrr及奥森·威尔斯 in "Lrrreconcilable Ndndifferences"                                    | 獲獎 |
| 2011 | 安妮奖         | 电视动画制作最佳编剧                 | 乔希·温斯坦 for "All the Presidents' Heads"                                                               | 提名 |
| 2011 | 安妮奖         | 电视节目制作编辑                     | 保罗·D·考尔德                                                                                             | 提名 |
| 2011 | 環境媒體大獎   | 电视情景喜剧                         | "The Futurama Holiday Spectacular"                                                                        | 獲獎 |
| 2011 | 美國編劇工會獎 | 动画                                 | 肯·基勒的"The Prisoner of Benda"                                                                          | 獲獎 |
| 2011 | 美國編劇工會獎 | 动画                                 | 帕特里克·韦罗内的"Lrrreconcilable Ndndifferences"                                                         | 提名 |
| 2012 | 黃金時段艾美獎 | 最佳动画节目                         | "The Tip of the Zoidberg"                                                                                 | 提名 |
| 2012 | 黃金時段艾美獎 | 傑出配音                             | "The Silence of the Clamps" 莫里斯·拉馬什飾演Clamps, Donbot, Hyper-Chicken, Calculon, Hedonism Bot及Morbo | 獲獎 |
| 2012 | 安妮奖         | 电视或其他广播製作动画編劇杰出成就   | Eric Horsted的"The Bots and the Bees"                                                                     | 提名 |
| 2013 | 安妮奖         | 最佳大众电视/广播动画制作            | 飞出个未来                                                                                                | 獲獎 |
| 2013 | 安妮奖         | 电视/广播动画制作編劇                | Lewis Morton                                                                                              | 獲獎 |
| 2013 | 安妮奖         | 电视/广播制作动画杰出成就编辑奖      | 保羅·D·考爾德                                                                                             | 提名 |
| 2014 | 黃金時段艾美獎 | 杰出动画节目                         | "Meanwhile (Futurama)"                                                                                    | 提名 |
| 2014 | 黃金時段艾美獎 | 杰出配音                             | 莫里斯·拉馬什飾演Calculon及Morbo "Calculon 2.0"                                                           | 提名 |